# مالوودنویه (شهرستان سوقلوق)
مالوودنویه (به لاتین: Malovodnoye) یک منطقهٔ مسکونی در قرقیزستان است که در شهرستان سوقلوق واقع شده‌است. مالوودنویه ۲٬۳۴۶ نفر جمعیت دارد و ۷۶۶ متر بالاتر از سطح دریا واقع شده‌است.